# Četvёrtyj periskop
Četvёrtyj periskop (Четвёртый перископ) è un film del 1939 diretto da Viktor Vladislavovič Ėjsymont.